# Сражение при Схевенингене
Сражение при Схевенингене или Битва при Текселе, Битва при Терхейде — финальное морское сражение Первой Англо-Голландской войны, состоявшееся 31 июля (10 августа) 1653 года между английским и голландским флотами у города Схевенинген (Нидерланды).

## Предыстория
После победы в битве при Габбарде в июне 1653 года английский флот из 120 судов под общим командованием «морского генерала» Джорджа Монка блокировал голландское побережье, захватив множество торговых судов. Голландская экономика начала разваливаться из-за массовой безработицы среди моряков и рыбаков, появилась даже угроза голода.
3 августа голландский адмирал Мартен Тромп вышел в море на флагмане Brederode во главе флота из 100 судов, чтобы снять блокаду острова Тексел, где стояли 27 кораблей вице-адмирала Витте де Витта. 8 августа англичане обнаружили флот Тромпа и начали отгонять его на юг, захватив два голландских корабля к исходу дня. Однако этот манёвр позволил кораблям Витта выскользнуть из блокады и соединиться с флотом Тромпа на следующий день у Схевенингена, в непосредственной близости от небольшой деревни Терхейде.

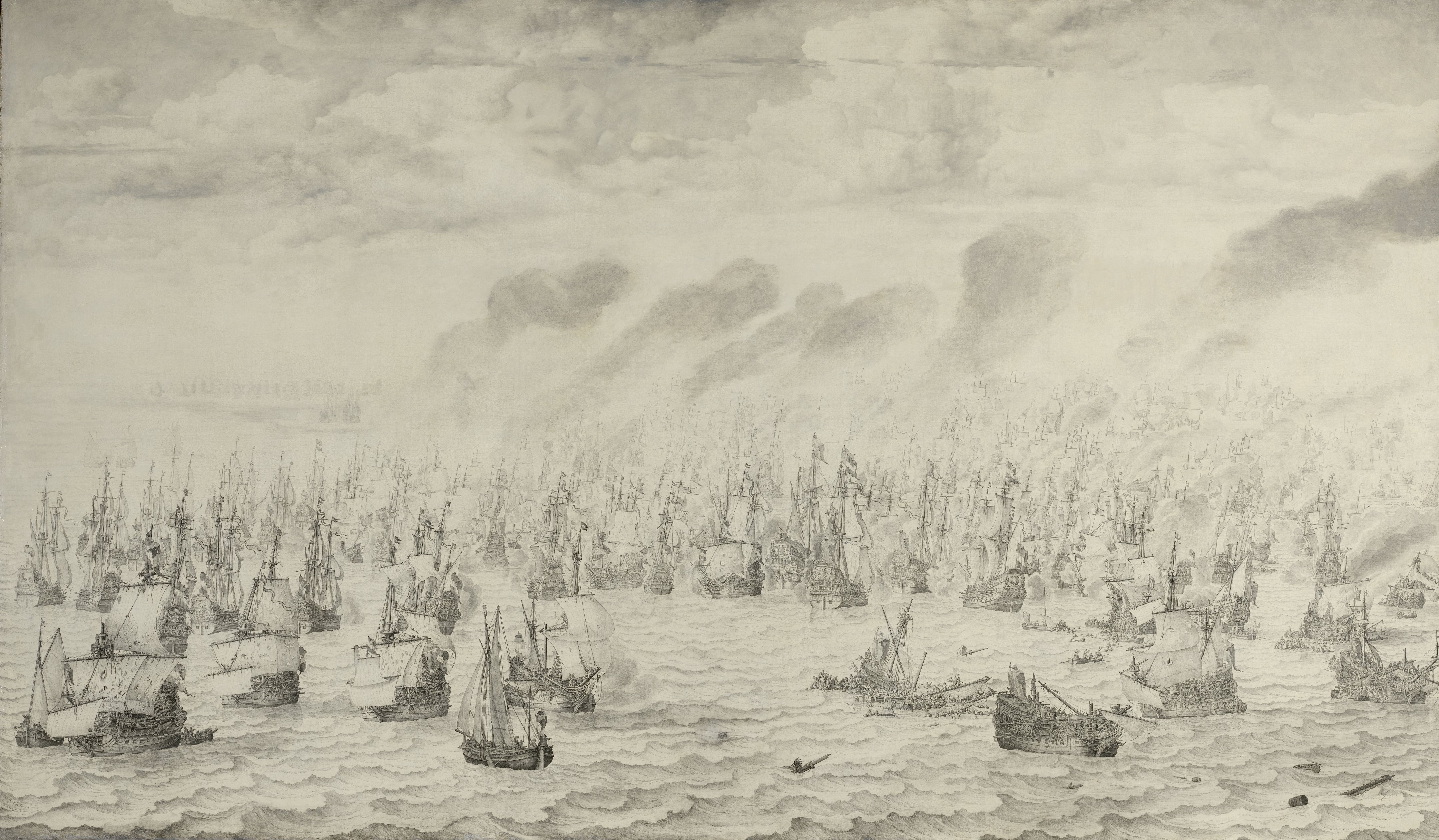
Битва у Терхейде, 10 августа 1653 года, худ. В. ван де Вельде-ст.

## Битва
В ночь с 9 на 10 августа шквалистый ветер помешал столкновению флотов. Около 7 утра 10 августа голландцы получили преимущество от погоды и атаковали противника во главе с флагманом Brederode. Последовавшая за этим битва была ожесточенной, оба флота проходили сквозь ряды друг друга четыре раза . Тромп был убит в начале боя пулей снайпера, но его смерть держали в секрете, чтобы не упал боевой дух голландских моряков . К концу дня двенадцать голландских кораблей были либо потоплены, либо захвачены в плен, а многие были слишком сильно повреждены, чтобы продолжить борьбу. В конце концов моральный дух голландцев был сломлен, и большая группа кораблей бежала на север. Витт попытался остановить их побег, но безуспешно. Тем не менее английский флот был также сильно поврежден и был вынужден вернуться в порты, чтобы провести ремонт. Это привело к снятию блокады голландского побережья.

## Последствия

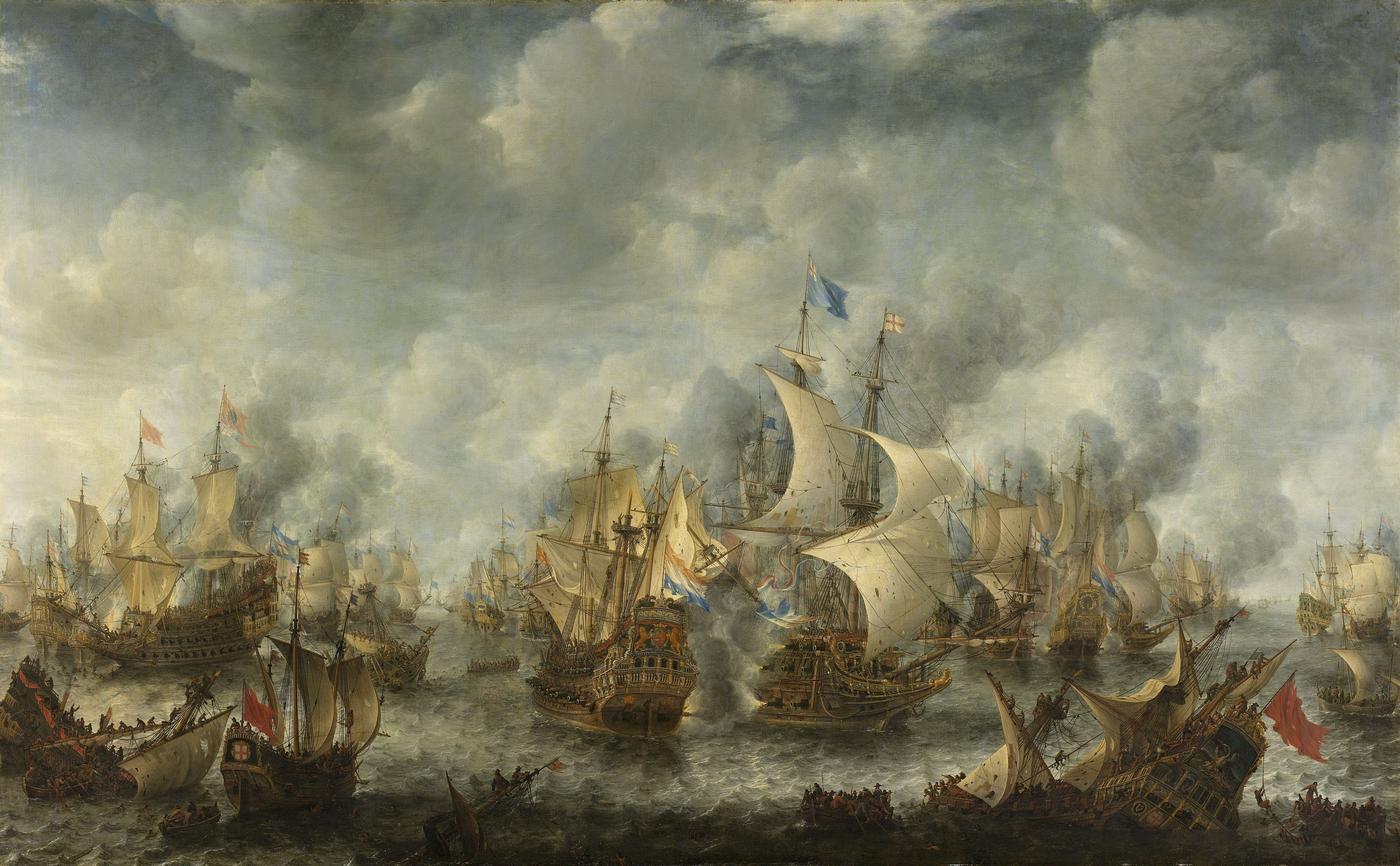
Битва возле Тер Хейде, худ. Я. А. Беерстратен

Обе стороны претендовали на победу. Англичане добились тактического успеха, нанеся серьезный урон голландским кораблям, однако стратегически голландцы добились изначальной цели — снять блокаду побережья. Однако смерть Тромпа стала серьезным ударом по фракции оранжистов, потерявших политическое влияние в Генеральных Штатах. В итоге Великий пенсионарий Ян де Витт был готов дать формальные гарантии Кромвелю, что младенец Вильгельм III Оранский никогда не станет штатгальтером, тем самым превращая Нидерланды в базу для реставрации Стюартов. Между противниками начались мирные переговоры, завершившиеся подписанием в 1654 году Вестминстерского мирного договора.